# Звучна мъжечна проходна съгласна
Звучната мъжечна проходна съгласна (понякога окачествявана и като приблизителна) представлява вид съгласен звук на речта. Знакът за този звук в МФА е [ʁ]. Този съгласен звук е един от няколкото т.нар. гърлени/ гръклянови Р-та на европейските езици. Тази съгласна се окачествява с френското „гърлено“ r.
Тъй като знакът в МФА за този звук се отнася както до мъжечната прохода/търкава съгласна, така и до мъжечната приблизителна, проходната същност на звука би могла да се доуточни, прибавяйки знака за повишеност [ʁ̝], а приблизителната - прибавяйки допълнителния символ за пониженост [ʁ̞].

### Особености
- Мястото на учленение е при мъжеца.
- Начинът на учленение е проходен. Въпреки че в много езици този звук е по-близък до приблизителна съгласна, няма език който ясно да разграничава приблизителния и проходния звук при мъжечното място на учленение (артикулация).
- Дейният учленителен орган е средната към задна част на човешкия език.
- Въпросният звук е звучен (гласилките придават звучност).
- Въздухопотокът при учленение на този звук е белодробен.
- Съгласната е устна (орална), защото въздухопотокът излиза през устата, а не през носа.
- Изходният въздухопоток се насочва през средата на езика, а не отстрани, което го прави централен.